# タイの大学の一覧
以下はタイ王国の高等教育機関のリストである。

## 公立

### 国公立大学
国公立大学は以前は政府の管轄下にあり政府大学と呼ばれていた。現在では政府はいくらかの財政的支援をするにとどまり、新人の教職員は公務員ではない（以前から在籍する職員は公務員である）。入学はいわゆる内申点（GPA）と全国試験、各大学により試験とによって行われる。
- ブラパー大学（英語版）
- チエンマイ大学（CMU）
- チュラーロンコーン大学（CU）
  - チュラーロンコーン大学サシン商業経営大学院研究所
- カセサート大学（KU）
- コーンケン大学(KKU)
- プリンス・オブ・ソンクラー大学（PSU）
- モンクット王工科大学ラートクラバン校（KMITL）
- モンクット王工科大学トンブリー校（KMUTT）
- モンクット王工科大学北バンコク校（KMUTNB）
- メーファールワン大学
- メジョー大学（英語版）
- マハーチュラロンコーンラージャヴィドゥャラヤ大学（仏教系）
  - マハーパンヤー・カレッジ（仏教系）
- マハーマクットウィッタヤーライ大学
- マハーサーラカーム大学
- マヒドン大学
- ナコーンパノム大学
- ナレースワン大学
- 国立開発行政研究院 (NIDA)
- パトゥムワン工科大学
- ソンクラーナカリン大学
- ナラーティワートラーチャナカリン大学
- ラームカムヘーン大学
- シラパコーン大学
- シーナカリンウィロート大学（SWU）
- スコータイタンマティラート大学
- スラナーリー工科大学
- タクシン大学
- タンマサート大学（TU）
  - シリントーン国際工学部 (SIIT)
- ウボンラーチャターニー大学
- ワライラック大学
- パヤオ大学
- シーマハサラカム看護大学（タイ語版、wikidata）（SMNC）

### ラーチャパット大学
ラチャパット大学とも。
もとは教員養成を目的とした高等教育機関（教育大学）で、のちに教育学部以外の学部を設置した地域総合大学（ラーチャパット・インスティテュート）へと改組され、2004年からラーチャパット大学となった。
現在、タイ国内に次の40校が存在する。もともとは41校存在したが、ナコーンパノム・ラーチャパット大学がナコーンパノム大学へと統合されたため、40校となっている。
名称は、「～ラーチャパット大学」という形のほか、「ラーチャパット大学～校」という形が用いられる場合がある。
- チエンラーイ・ラーチャパット大学　（チエンラーイ県）
- チエンマイ・ラーチャパット大学　（チエンマイ県）
- ラムパーン・ラーチャパット大学　（ラムパーン県）
- ウッタラディット・ラーチャパット大学　（ウッタラディット県）
- カムペーンペット・ラーチャパット大学　（カムペーンペット県）
- ナコーンサワン・ラーチャパット大学　（ナコーンサワン県）
- ピブーンソンクラーム・ラーチャパット大学　（ピサヌローク県）
- ペッチャブーン・ラーチャパット大学　（ペッチャブーン県）
- マハーサーラカーム・ラーチャパット大学　（マハーサーラカーム県）
- ルーイ・ラーチャパット大学　（ルーイ県）
- サコンナコーン・ラーチャパット大学　（サコンナコーン県）
- ウドーンターニー・ラーチャパット大学　（ウドンターニー県）
- カーラシン・ラーチャパット大学　（カーラシン県）
- ナコーンラーチャシーマー・ラーチャパット大学　（ナコーンラーチャシーマー県）
- ブリーラム・ラーチャパット大学　（ブリーラム県）
- スリン・ラーチャパット大学　（スリン県）
- ウボンラーチャターニー・ラーチャパット大学　（ウボンラーチャターニー県）
- チャイヤプーム・ラーチャパット大学　（チャイヤプーム県）
- ローイエット・ラーチャパット大学　（ローイエット県）
- シーサケート・ラーチャパット大学　（シーサケート県）
- ラーチャナカリン・ラーチャパット大学　（チャチュンサオ県）
- テープサットリー・ラーチャパット大学　（ロッブリー県）
- プラナコーンシーアユッタヤー・ラーチャパット大学　（アユッタヤー県）
- ワライヤアロンコーン・ラーチャパット大学　（パトゥムターニー県）
- ラムパイパンニー・ラーチャパット大学　（チャンタブリー県）
- カーンチャナブリー・ラーチャパット大学　（カンチャナブリー県）
- ナコーンパトム・ラーチャパット大学　（ナコーンパトム県）
- ペッチャブリー・ラーチャパット大学　（ペッチャブリー県）
- ムーバーンチョームブン・ラーチャパット大学　（パトゥムターニー県）
- ナコーンシータンマラート・ラーチャパット大学　（ナコーンシータンマラート県）
- プーケット・ラーチャパット大学　（プーケット県）
- ヤラー・ラーチャパット大学　（ヤラー県）
- ソンクラー・ラーチャパット大学　（ソンクラー県）
- スラートターニー・ラーチャパット大学　（スラートターニー県）
- チャンカセーム・ラーチャパット大学　（バンコク都）
- トンブリー・ラーチャパット大学　（バンコク都）
- バーンソムデットチャオプラヤー・ラーチャパット大学　（バンコク都）
- プラナコーン・ラーチャパット大学　（バンコク都）
- スワンドゥシット・ラーチャパット大学　（バンコク都）
- スワンスナンター・ラーチャパット大学（wikidata）　（バンコク都）

### ラーチャモンコン工科大学
旧称ラーチャモンコン工科研究所。サンスクリット風にラージャマンガラとも。
- ラーチャモンコン工科大学タンヤブリー校
- ラーチャモンコン工科大学スワンナプーム校
- ラーチャモンコン工科大学クルンテープ校
- ラーチャモンコン工科大学ラッタナコーシーン校
- ラーチャモンコン工科大学プラナコーン校
- ラーチャモンコン工科大学タワンオーク校
- ラーチャモンコン工科大学ラーンナー校
- ラーチャモンコン工科大学イーサーン校
- ラーチャモンコン工科大学シーウィチャイ校

## 私立
- アジア太平洋国際大学
- アジアン工科大学 (AIT) [1]
- アジアン大学 (formerly Asian University of Science and Technology)
- アサンプション大学 (タイ) (AU/ABAC) - タイで一番初めに国際プログラムが整えられた大学
- バンコク・スワンプーム・カレッジ
- バンコク大学 - タイで最初の私立大学
- バンコク・トンブリー・カレッジ
- バンディット・ボーリハーントゥラキット・カレッジ
- チャルームカーンチャナ・カレッジ
- チャオプラヤー大学
- チエンラーイ・カレッジ
- タイキリスト教大学
- カレッジ・オブ・アジアン・スカラー
- トゥラキット・バンディット大学
- ドゥシットターニー大学
- 東アジア大学
- 極東カレッジ
- ハートヤイ大学
- 華僑崇聖大学
- 国際仏教カレッジ
- カセーム・バンディット大学
- クルーク大学
- ラムパーン・インターテック・カレッジ
- ルムナムピン・カレッジ
- マハーナコーン工科大学
- ミッション大学 (タイ)
- ナコーンラーチャシーマー・カレッジ
- ニワッタナー大学 [1]
- 北バンコク・カレッジ
- 北チエンマイ大学
- 東北ポリテクニック・カレッジ
- パトゥムターニー大学
- パーヤップ大学
- タイランド中央大学
- ピッサヌローク・カレッジ
- ラッチャパーク・カレッジ
- ランシット大学
- ラーチャターニー大学
- ラッタナバンディット大学
- セーンタム・カレッジ
- セント・ジョンズ大学 (バンコク)
- セント・ルイス・カレッジ
- サンタポン・大学
- チナワット大学 (SIU)
  - チナワット大学工学部
- サイアム工科カレッジ
- サイアム大学
- シリンシアム国際大学 [1]
- 東南アジア大学
- 東南バンコク・カレッジ
- 南部工科カレッジ
- シーパトゥム大学
- シーソーポン・カレッジ
- セント・テレサ国際カレッジ
- スタンフォード国際大学 ()
- ターピー・カレッジ
- 泰日工業大学
- トンブリー工科カレッジ
- トーンスック・カレッジ
- タイ商工会議所大学
- ウォンチャワリットクン・カレッジ
- ウェブスター大学タイランド校
- ヤラー・イスラミック・カレッジ
- ヨーノック大学

## その他
- チュラーポーン調査研究所
- ボーロマラーチャチョンナニー看護カレッジ
- チュラチョームクラオ陸軍士官学校
- タイ王国海軍士官学校
- タイ王国空軍士官学校
- タイ王国軍事技術養成学校
- タイ王国警察士官学校
- SAE研究所バンコク校